# Понкрашов Антон Олександрович
Антон Олександрович Понкрашов  (рос. Антон Александрович Понкрашов; 23 квітня 1986, Санкт-Петербург, Російська РФСР) — російський баскетболіст, олімпійський медаліст.

## Виступи на Олімпіадах
| Олімпіада   | Дисципліна | Місце |
| ----------- | ---------- | ----- |
| Лондон 2012 | баскетбол  | 3     |